# Gregg Henriques
Gregg Henriques és un psicòleg estatunidenc que treballa en l'estudi de la motivació i les creences, lligades amb el tractament de la depressió i els intents de suïcidi. La seva fama, però, ve de l'intent de justificar el paper de la psicologia i classificar totes les ciències en l'obra Tree of Knowledge System (2003).
La seva classificació es basa en quatre dominis: matèria, vida, ment i cultura, que són camps dels quals es va ocupant la ciència a mesura que avança el temps. Entre cadascun dels dominis, hi ha un punt d'inflexió rellevant des del camp teòric.

## L'arbre del coneixement
Al principi de l'univers, només hi havia la matèria, just després del big-bang, que va sorgir alhora que el temps i l'espai. Aquests són els dominis de les ciències físiques, com la física, la química o l'astronomia, entre d'altres. El punt d'inflexió que tenen és la gravetat quàntica, que podria unir la teoria de la relativitat general amb la mecànica quàntica.
Posteriorment a la Terra, va sorgir la vida en les seves diverses formes, de la qual s'ocupa la biologia, que analitza també els comportaments dels organismes vius. El punt d'inflexió en el seu apropament ve de la selecció genètica, que reprodueix els mecanismes de la selecció natural que provoquen l'evolució de les diferents espècies.
Un ésser viu particular és l'ésser humà, que posseeix una ment complexa, estudiada per la psicologia amb les seves múltiples branques. El punt d'inflexió que li correspon és la fusió del conductisme amb la ciència cognitiva, en una nova teoria anomenada Behavioral Investment Theory (BIT).
Les persones, però, no poden considerar-se aïllades, perquè totes viuen en comunitat amb d'altres, creant una cultura, domini que pertany a les ciències socials, centrades a estudiar els símbols produïts pel llenguatge i les relacions entre persones. El seu punt d'inflexió és la teoria de la justificació, que postula que l'ésser humà és l'únic animal que necessita justificar les seves accions, fet que està lligat a la llibertat i la consciència d'un mateix. Cada cultura selecciona les justificacions més acceptables per sobreviure.